# Ribanna

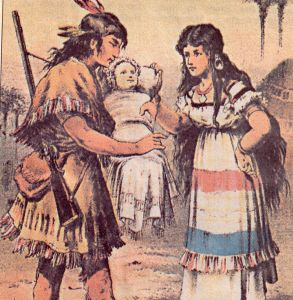
Älteste Darstellung von Winnetou und Ribanna, Illustration zu Im fernen Westen, 1879

Ribanna (auch Ribana) ist ein seltener weiblicher Vorname.

## Herkunft
In Karl Mays Werken ist Ribanna eine Häuptlingstochter vom Stamm der Assineboins. Sie wird erwähnt in den frühen Abenteuererzählungen Old Firehand (1875) und Im fernen Westen (1879) sowie in der späteren Kompilation Winnetou II (1893). Sie ist die einzige Frau, für die Winnetou jemals Interesse zeigte. Es ist nicht belegt, ob der Name tatsächlich bei Indianern benutzt wurde.

## Häufigkeit
Der Vorname ist sehr selten. In Deutschland bekamen ihn nach 1970 über 12 Mädchen, in Österreich mindestens 4.

## Darstellerinnen
- Karin Dor (1964 in dem Film Winnetou 2. Teil)
- Maike von Bremen (2008 bei den Karl-May-Spielen in Bad Segeberg)
- Linda Holly (2012 bei den Karl-May-Festspielen Winzendorf)
- Sıla Şahin-Radlinger (2024 bei den Karl May Spielen Bad Segeberg)

## Markenname
Die Firma Wilhelm Benger Söhne benutzte ab 1911 Ribana als Markenname für ein neues Warensegment von gerippten Strickwaren.